# Équipe de Lituanie de hockey sur glace
Cet article traite de l'équipe masculine. Pour l'équipe féminine, voir Équipe de Lituanie féminine de hockey sur glace.
L'équipe de Lituanie de hockey sur glace est la sélection nationale de la Lituanie regroupant les meilleurs joueurs de hockey sur glace lituaniens lors des compétitions internationales. L'équipe est sous la tutelle de la Fédération de Lituanie de hockey sur glace. L'équipe est classée 24e au classement IIHF 2019.

## Effectif
Effectif au Championnat du monde de hockey sur glace 2019 Division IA
| N° | Nom                   | Position | Club                     |
| -- | --------------------- | -------- | ------------------------ |
| 50 | Mantas Armalis        | G        | Skellefteå AIK           |
| 2  | Edgar Protčenko       | D        | Billingham Stars         |
| 4  | Nerijus Ališauskas    | D        | Dinamo Riga              |
| 17 | Tadas Kumeliauskas    | A        | ECDC Memmingen           |
| 8  | Dainius Zubrus        | A        | Aucun club               |
| 33 | Arnoldas Bosas        | A        | Hannover Indians         |
| 11 | Kostas Gusevas        | D        | HK Rīga                  |
| 24 | Tomaš Krukovski       | D        | Geležinis vilkas Vilnius |
| 97 | Emilijus Krakauskas   | A        | EHC Kloten               |
| 14 | Patrik Misiuk         | A        | South Shore Kings        |
| 71 | Daniel Bogdziul       | A        | GEC Nordhorn             |
| 5  | Arvidas Domeika       | D        | Dallas Snipers           |
| 6  | Artūras Katulis       | D        | SC Energija              |
| 7  | Ilja Četvertak        | A        | IK Comet                 |
| 13 | Ugnius Čižas          | A        | IK Comet                 |
| 16 | Paulius Gintautas     | A        | IK Comet                 |
| 22 | Paulius Rumševičius   | D        | HK Liepāja               |
| 28 | Vytautas Jagelavičius | A        | Kaunas Hockey            |
| 12 | Mauras Baltrukonis    | A        | SC Energija              |
| 10 | Aivaras Bendžius      | A        | ColdPlay Sharks Mechelen |
| 1  | Laurynas Lubys        | G        | SaiPa U20                |
| 15 | Povilas Verenis       | A        | EHC Waldkraiburg         |

## Résultats

### Jeux Olympiques
L'équipe masculine de Lituanie n'a jamais participé aux Jeux Olympiques.
- 1920-2006 : Non qualifié
- 2010 - Non qualifié
- 2014 - Non qualifié
- 2018 - Non qualifié
- 2022 - Non qualifiés

### Championnats du monde
- 1930-1937 - Ne participe pas
- 1938 - 11e place
- 1939-1992 - Ne participe pas [3]
- 1993 - Non qualifié
- 1994 - Non qualifié
- 1995 - 31e place (2e de la Poule C2)
- 1996 - 29e place (1re de la Poule D)
- 1997 - 28e place (8e de la Poule C)
- 1998 - 27e place (3e de la Poule C)
- 1999 - 27e place (3e de la Poule C)
- 2000 - 28e place (4e de la Poule C)
- 2001 - 6e de la Division I, groupe A
- 2002 - 1re de la Division II, groupe B
- 2003 - 6e de la Division I, groupe A
- 2004 - 1re de la Division II, groupe B
- 2005 - 5e de la Division I, groupe B
- 2006 - 2e de la Division I, groupe B
- 2007 - 5e de la Division I, groupe B
- 2008 - 4e de la Division I, groupe B
- 2009 - 4e de la Division I, groupe A
- 2010 - 5e de la Division I, groupe A
- 2011 - 5e de la Division I, groupe B
- 2012 - 5e de la Division IB
- 2013 - 5e de la Division IB
- 2014 - 3e de la Division IB
- 2015 - 3e de la Division IB
- 2016 - 3e de la Division IB
- 2017 - 3e de la Division IB
- 2018 - 1re de la Division IB
- 2019 - 6e de la Division IA
- 2020 - Annulé en raison du coronavirus
- 2021 - Annulé en raison du coronavirus
- 2022 - 3e de la Division IA

Note :  Promue ;  Reléguée

## Classement mondial
| Année     | Rang | Points | Progression |
| --------- | ---- | ------ | ----------- |
| 2003      | 27   | 1 885  |             |
| 2004      | 27   | 1 720  | ±0          |
| 2005      | 27   | 1 620  | ±0          |
| Mai 2006  | 25   | 2 270  | +2          |
| 2007      | 25   | 2 105  | ±0          |
| 2008      | 23   | 1 970  | +2          |
| 2009      | 23   | 1 810  | ±0          |
| Fév. 2010 | 23   | 2 355  | ±0          |
| Mai 2010  | 24   | 2 300  | -1          |
| 2011      | 24   | 2 125  | ±0          |

| Année     | Rang | Points | Progression |
| --------- | ---- | ------ | ----------- |
| 2012      | 25   | 1 905  | -1          |
| 2013      | 26   | 1 700  | -1          |
| Fév. 2014 | 26   | 2 145  | ±0          |
| Mai 2014  | 26   | 2 170  | ±0          |
| 2015      | 26   | 2 035  | ±0          |
| 2016      | 25   | 1 900  | +1          |
| 2017      | 25   | 1 755  | ±0          |
| Fev. 2018 | 26   | 2 160  | -1          |
| Mai 2018  | 25   | 2 200  | +1          |
| 2019      | 24   | 2 110  | +1          |

## Équipe junior moins de 20 ans

### Championnats du monde junior
La Lituanie participe au Championnat du monde junior pour la première fois en 2008.
- 2008 - 6e de Division I Groupe A
- 2009 - 2e de Division II Groupe A
- 2010 - 1re de Division II Groupe B
- 2011 - 6e de Division I Groupe B
- 2012 - 2e de Division II Groupe A
- 2013 - 5e de Division IIA
- 2014 - 2e de Division IIA
- 2015 - 2e de Division IIA
- 2016 - 2e de Division IIA
- 2017 - 1re de Division IIA
- 2018 - 6e de Division IB
- 2019 - 2e de Division IIA
- 2020 - 3e de Division IIA
- 2021 - Annulé en raison du coronavirus
- 2022 - 5e de Division IIA
- 2023 - 4e de Division IIA

## Équipe des moins de 18 ans

### Championnats du monde moins de 18 ans
L'équipe des moins de 18 ans participe uniquement à partir de 2008.
- 2008 - 3e de Division 1, groupe A
- 2009 - 5e de Division 1, groupe A
- 2010 - 6e de Division 1, groupe B
- 2011 - 3e de Division 2, groupe B
- 2012 - 3e de Division 2, groupe A
- 2013 - 5e de Division IIA
- 2014 - 1re de Division IIA
- 2015 - 6e de Division IB
- 2016 - 3e de Division IIA
- 2017 - 3e de Division IIA
- 2018 - 2e de Division IIA
- 2019 - 2e de Division IIA
- 2020 - Annulé en raison du coronavirus
- 2021 - Annulé en raison du coronavirus
- 2022 - 4e place de Division IIA
- 2023 -